# Сант'Урбано (Виченца)
Сант'Урбано је насеље у Италији у округу Виченца, региону Венето.
Према процени из 2011. у насељу је живело 296 становника. Насеље се налази на надморској висини од 227 м.